# Nephrotoma triobtusa
Nephrotoma triobtusa är en tvåvingeart som beskrevs av Alexander 1969. Nephrotoma triobtusa ingår i släktet Nephrotoma och familjen storharkrankar. Inga underarter finns listade i Catalogue of Life.